# Bundestagswahlkreis Annaberg – Aue-Schwarzenberg
Der Bundestagswahlkreis Annaberg – Aue-Schwarzenberg war ein Wahlkreis in Sachsen bei den Bundestagswahlen 2002 und 2005. Er trug die Wahlkreisnummer 166 und umfasste die ehemaligen Landkreise Annaberg und Aue-Schwarzenberg.
Da Sachsen zur Bundestagswahl 2009 einen Wahlkreis verlor und außerdem in Sachsen im Jahre 2008 eine größere Kreisreform stattfand, wurde der Wahlkreis Annaberg – Aue-Schwarzenberg zur Bundestagswahl 2009 aufgelöst. Er ging im neuen Bundestagswahlkreis Erzgebirgskreis I auf, zu dessen Gebiet noch der ehemalige Mittlere Erzgebirgskreis hinzu kam.

## Wahlergebnisse

### Bundestagswahl 2005
| Kandidaten                     | Kandidaten                  | Parteien/Listen   | Erststimmen | Erststimmen | Zweitstimmen | Zweitstimmen |
| Kandidaten                     | Kandidaten                  | Parteien/Listen   | Stimmen     | %           | Stimmen      | %            |
| ------------------------------ | --------------------------- | ----------------- | ----------- | ----------- | ------------ | ------------ |
|                                | Günter Baumanngewählt im WK | CDU               | 53.911      | 39,4        | 45.507       | 33,3         |
|                                | Ines Vogel                  | SPD               | 27.198      | 19,9        | 28.519       | 20,9         |
|                                | Silke Teubner               | Die Linke.        | 30.511      | 22,3        | 31.845       | 23,3         |
|                                | Uwe Stübner                 | FDP               | 8.615       | 6,3         | 12.910       | 9,4          |
|                                | Ulrich Wieland              | GRÜNE             | 2.736       | 2,0         | 3.580        | 2,6          |
|                                | Jens Schilling              | NPD               | 8.997       | 6,6         | 8.646        | 6,3          |
|                                | −                           | REP               | –           | –           | 650          | 0,5          |
|                                | Michael Eitler              | PBC               | 3.293       | 2,4         | 2.883        | 2,1          |
|                                | Jörg Schönfelder            | BüSo              | 1.465       | 1,1         | 837          | 0,6          |
|                                | –                           | AGFG              | –           | –           | 839          | 0,6          |
|                                | –                           | MLPD              | –           | –           | 144          | 0,1          |
|                                | –                           | PSG               | –           | –           | 344          | 0,3          |
| Gesamt                         | Gesamt                      | Gesamt            | 136.726     | 100         | 136.704      | 100          |
|                                |                             |                   |             |             |              |              |
| Ungültige Stimmen              | Ungültige Stimmen           | Ungültige Stimmen | 2.760       | 2,0         | 2.782        | 2,0          |
| Wähler                         | Wähler                      | Wähler            | 139.486     | 76,5        | 139.486      | 76,5         |
| Wahlberechtigte                | Wahlberechtigte             | Wahlberechtigte   | 182.448     |             | 182.448      |              |
|                                |                             |                   |             |             |              |              |
| Quellen: Der Bundeswahlleiter, |                             |                   |             |             |              |              |

### Bundestagswahl 2002
| Kandidaten                     | Kandidaten                  | Parteien/Listen   | Erststimmen | Erststimmen | Zweitstimmen | Zweitstimmen |
| Kandidaten                     | Kandidaten                  | Parteien/Listen   | Stimmen     | %           | Stimmen      | %            |
| ------------------------------ | --------------------------- | ----------------- | ----------- | ----------- | ------------ | ------------ |
|                                | Günter Baumanngewählt im WK | CDU               | 58.702      | 43,5        | 53.114       | 39,3         |
|                                | Kai Wilhelm                 | SPD               | 37.598      | 27,9        | 42.142       | 31,2         |
|                                | Steffen Herrmann            | PDS               | 19.811      | 14,7        | 19.030       | 14,1         |
|                                | Ulrich Wieland              | GRÜNE             | 3.779       | 2,8         | 3.485        | 2,6          |
|                                | Tobias Rockstroh            | FDP               | 8.086       | 6,0         | 8.606        | 6,4          |
|                                | –                           | REP               | –           | –           | 1.503        | 1,1          |
|                                | Klaus Baier                 | NPD               | 4.400       | 3,3         | 3.046        | 2,3          |
|                                | Bernd Gambert               | PBC               | 2.525       | 1,9         | 2.176        | 1,6          |
|                                | −                           | GRAUE             | –           | –           | 495          | 0,4          |
|                                | –                           | BüSo              | –           | –           | 256          | 0,2          |
|                                | –                           | Schill            | –           | –           | 1.165        | 0,9          |
| Gesamt                         | Gesamt                      | Gesamt            | 134.901     | 100         | 135.018      | 100          |
|                                |                             |                   |             |             |              |              |
| Ungültige Stimmen              | Ungültige Stimmen           | Ungültige Stimmen | 2.723       | 2,0         | 2.606        | 1,9          |
| Wähler                         | Wähler                      | Wähler            | 137.624     | 74,0        | 137.624      | 74,0         |
| Wahlberechtigte                | Wahlberechtigte             | Wahlberechtigte   | 186.037     |             | 186.037      |              |
|                                |                             |                   |             |             |              |              |
| Quellen: Der Bundeswahlleiter, |                             |                   |             |             |              |              |

## Wahlkreissieger
| Wahl | Name           | Partei | Erststimmen in % |
| ---- | -------------- | ------ | ---------------- |
| 2005 | Günter Baumann | CDU    | 39,4             |
| 2002 | Günter Baumann | CDU    | 43,5             |